# Jardins Rosa-Luxemburg
Les jardins Rosa Luxemburg sont un espace vert du 18e arrondissement de Paris, en France. 

## Situation et accès
L'entrée principale se trouve au coin des rues Pajol et Riquet. Ils sont également accessibles par une passerelle au niveau du 12 de l'esplanade Nathalie-Sarraute, ainsi que par la rue Riquet, au niveau du numéro 63, sur le pont.

## Origine du nom
Ils portent le nom de la militante socialiste allemande Rosa Luxemburg.

## Historique
Les jardins présentent une partie couverte de 2 500 m2, sous la halle Pajol, pour une superficie totale de 9 000 m2.
Ils ont été inaugurés le 23 juillet 2014.

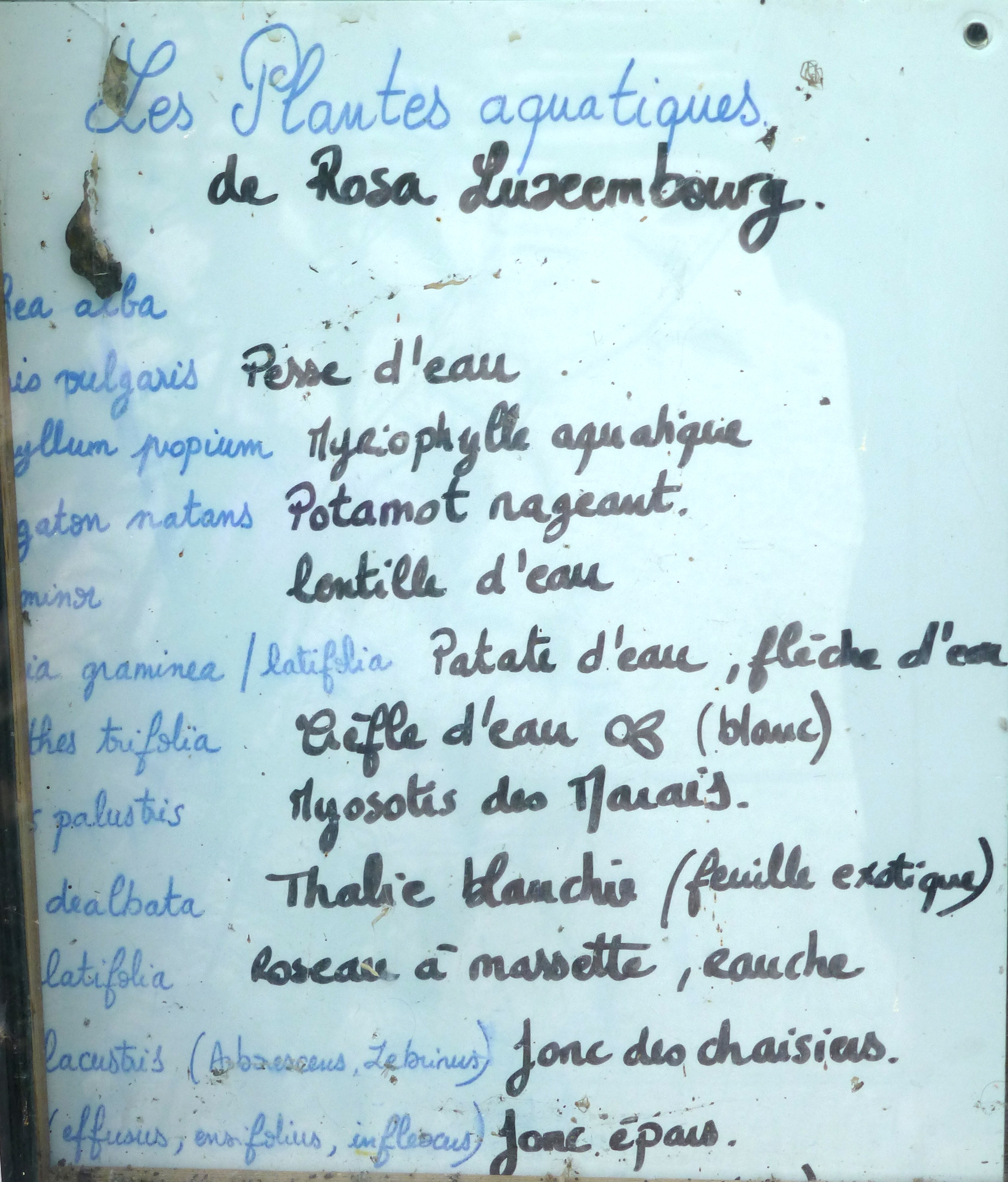
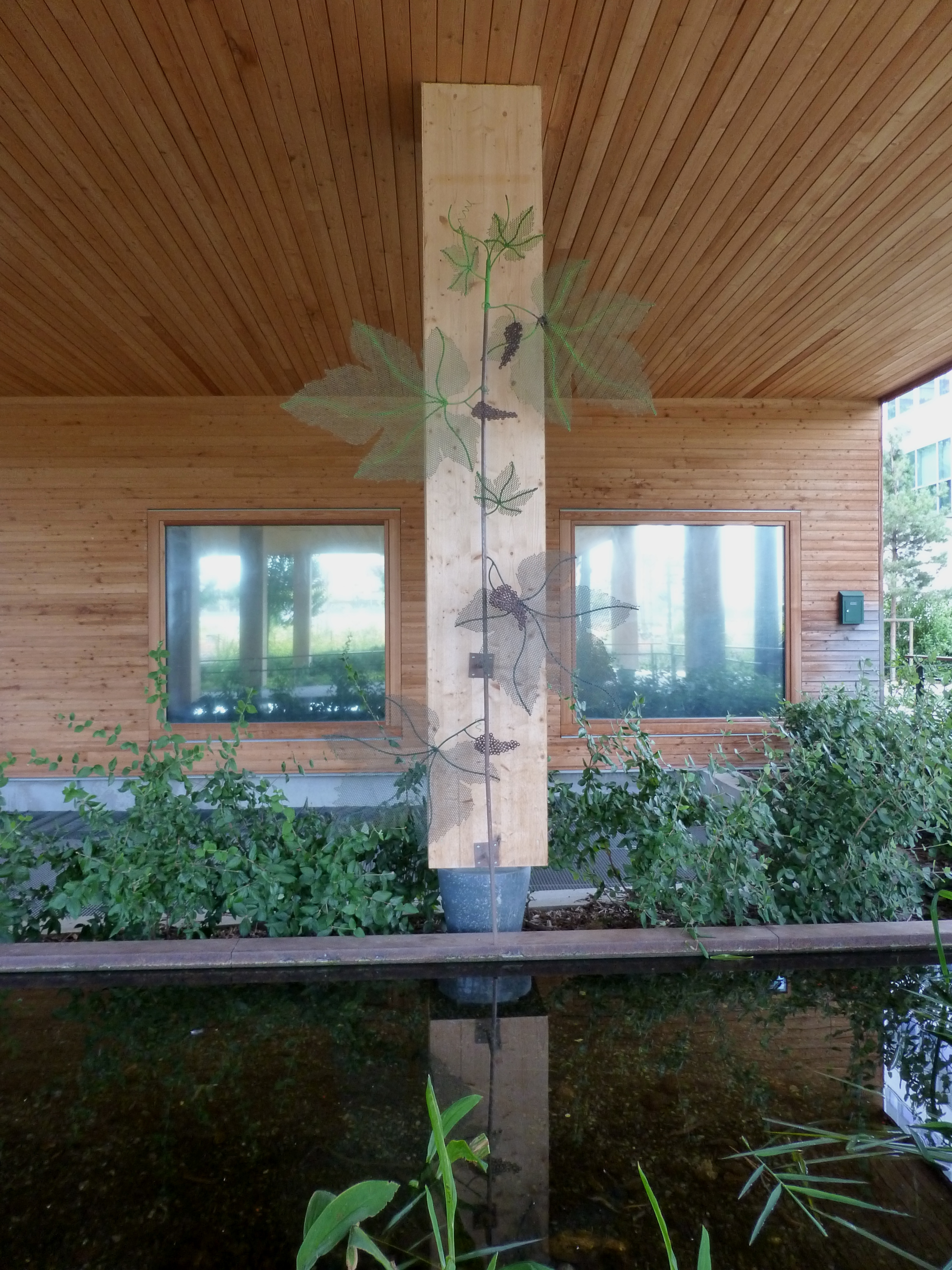
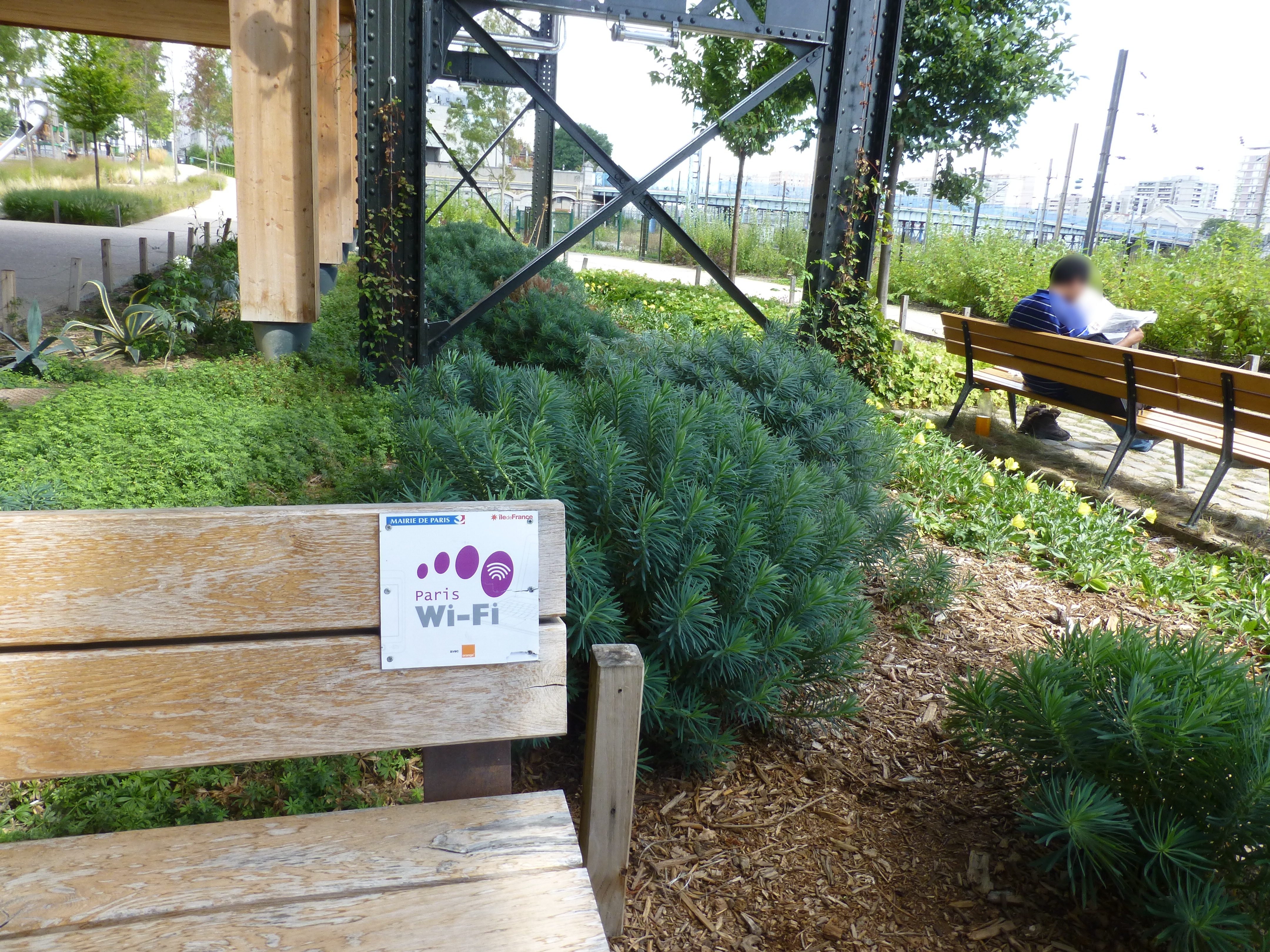
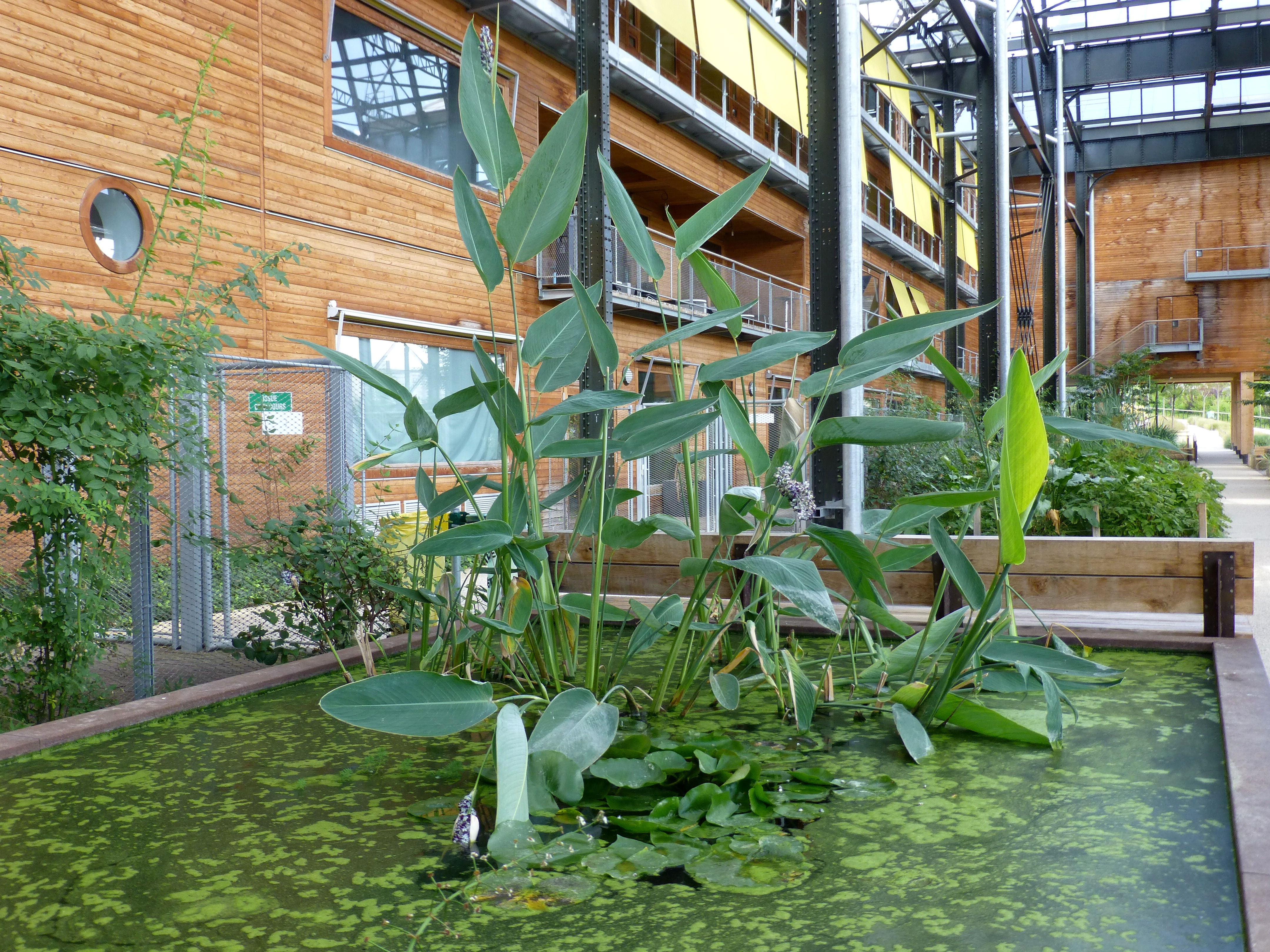
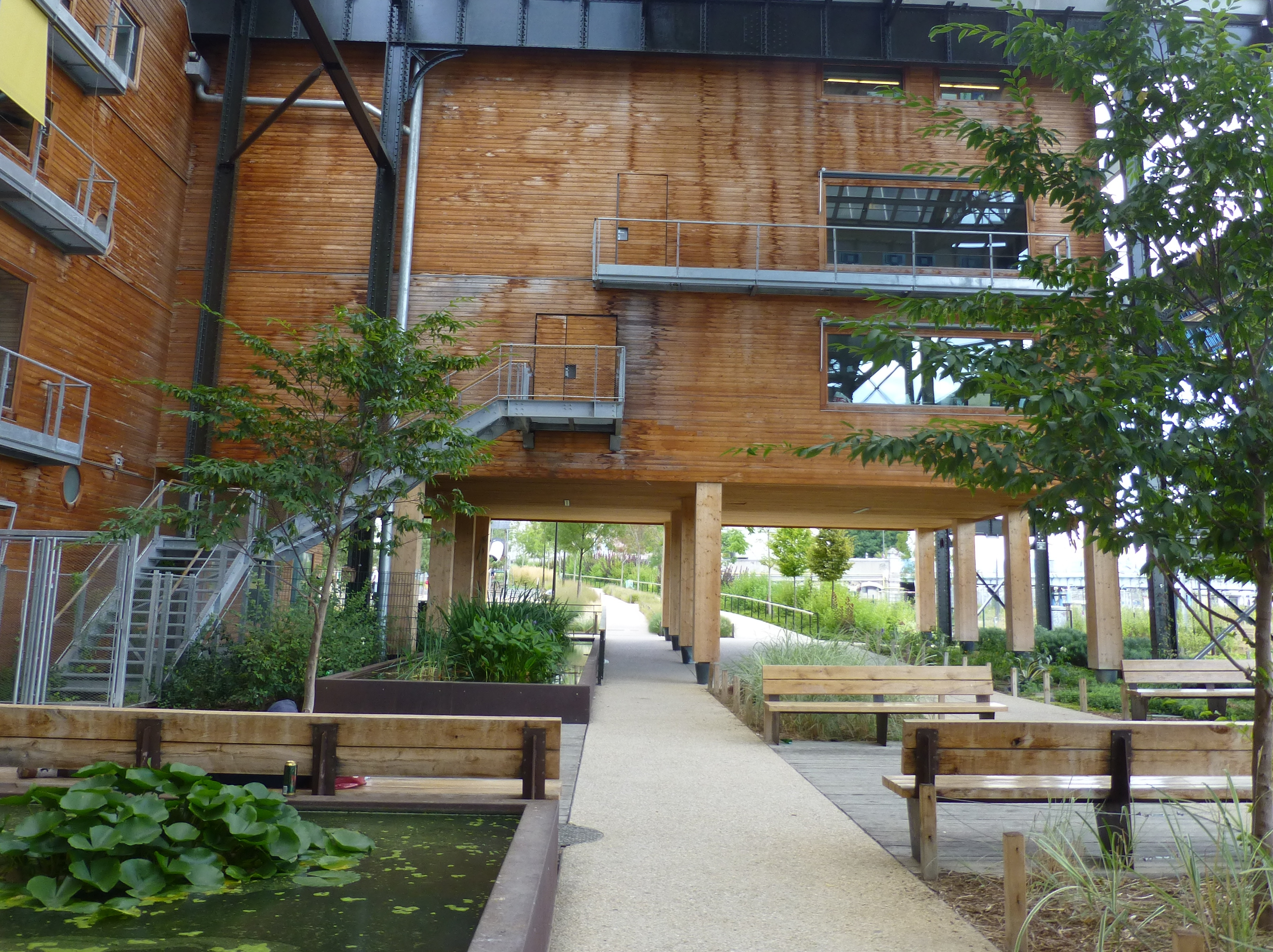
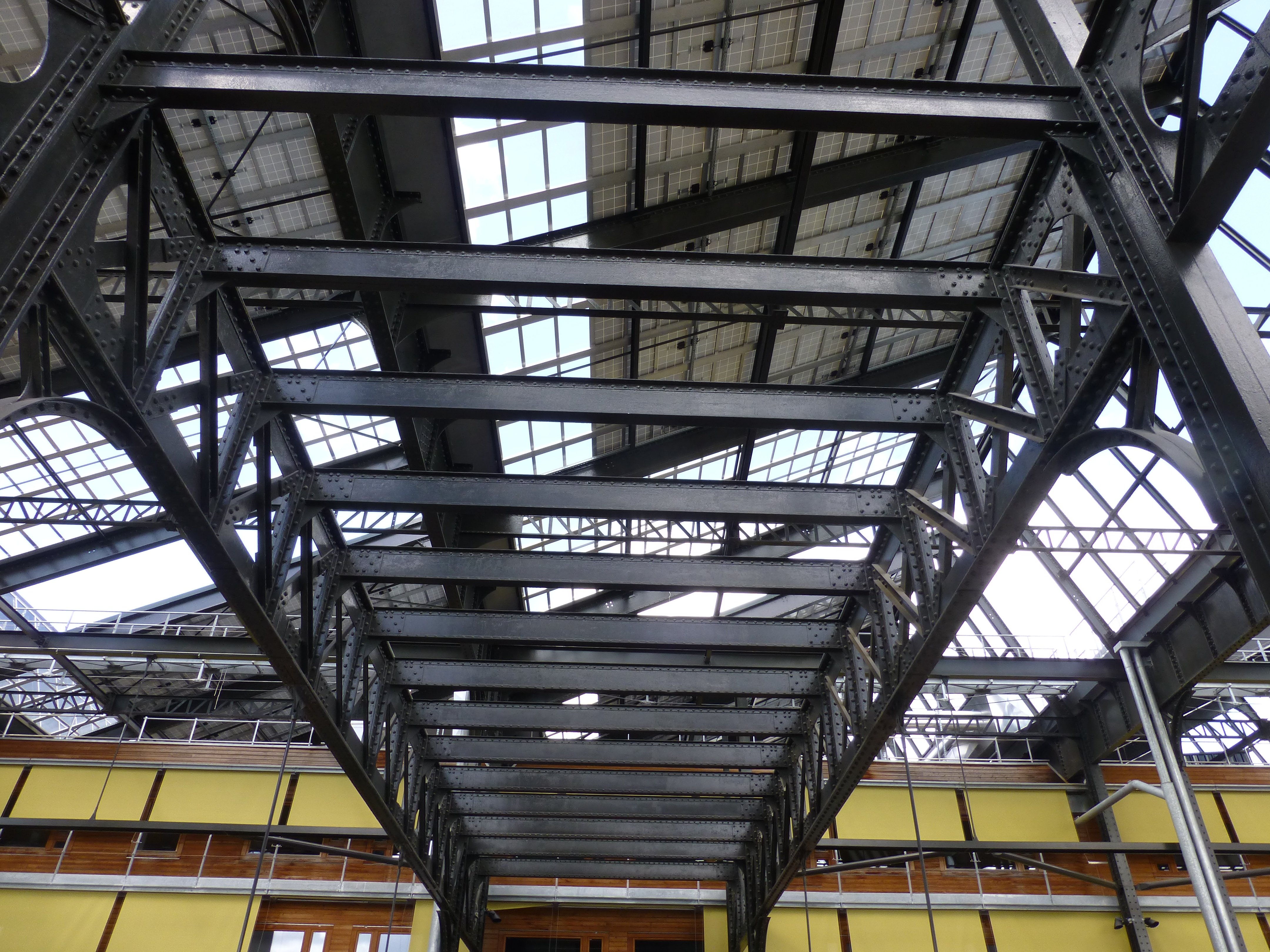
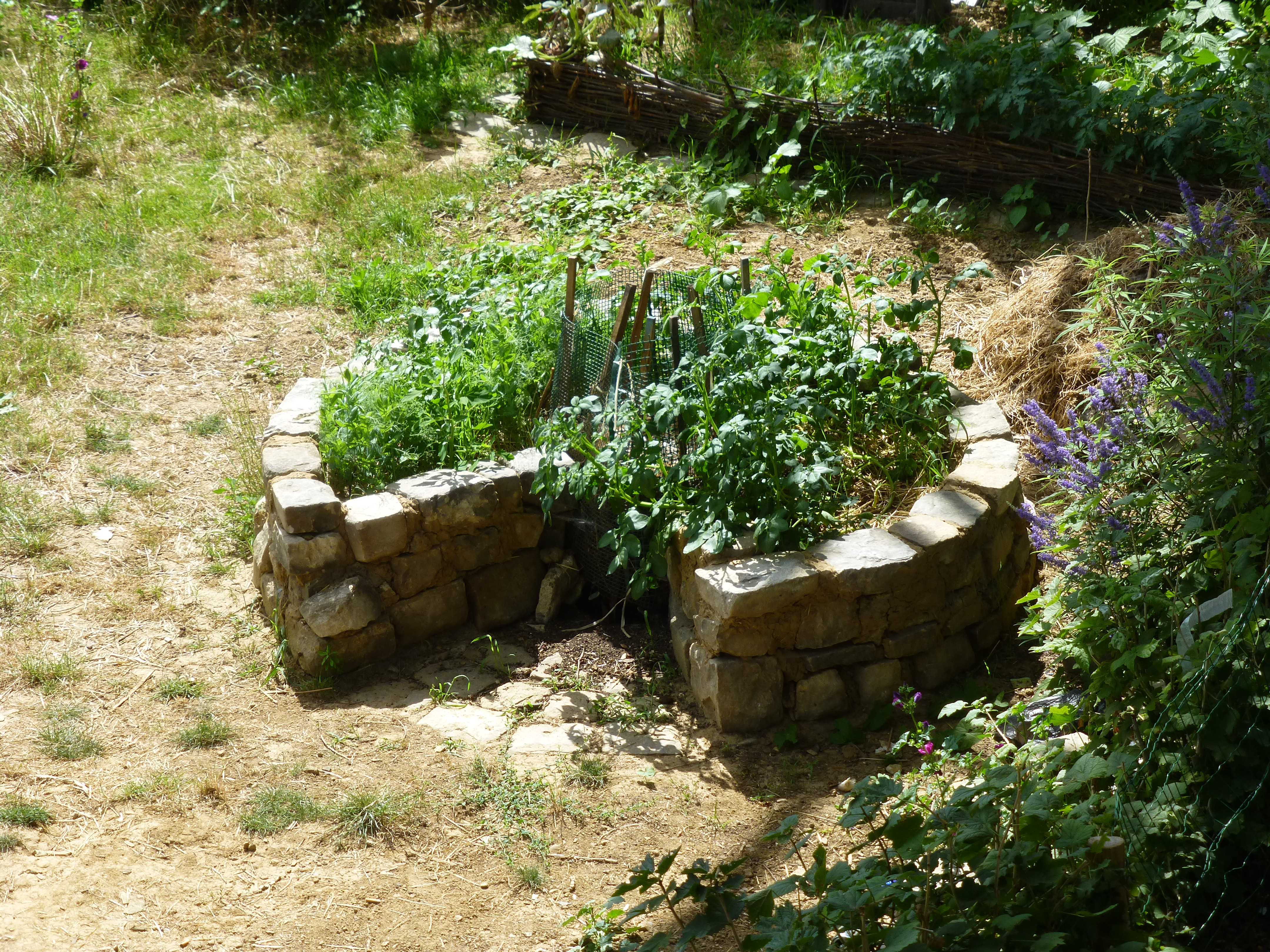
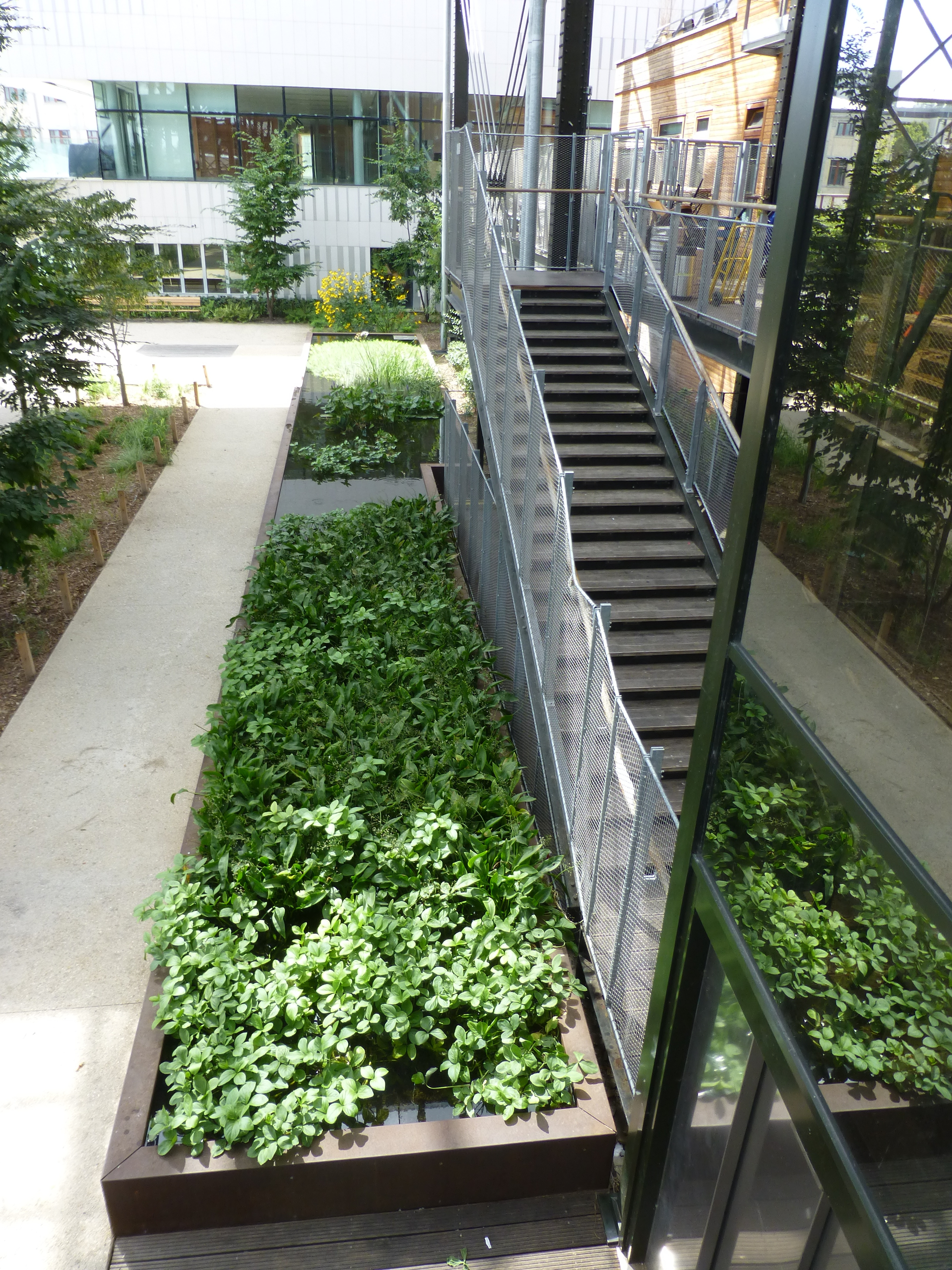
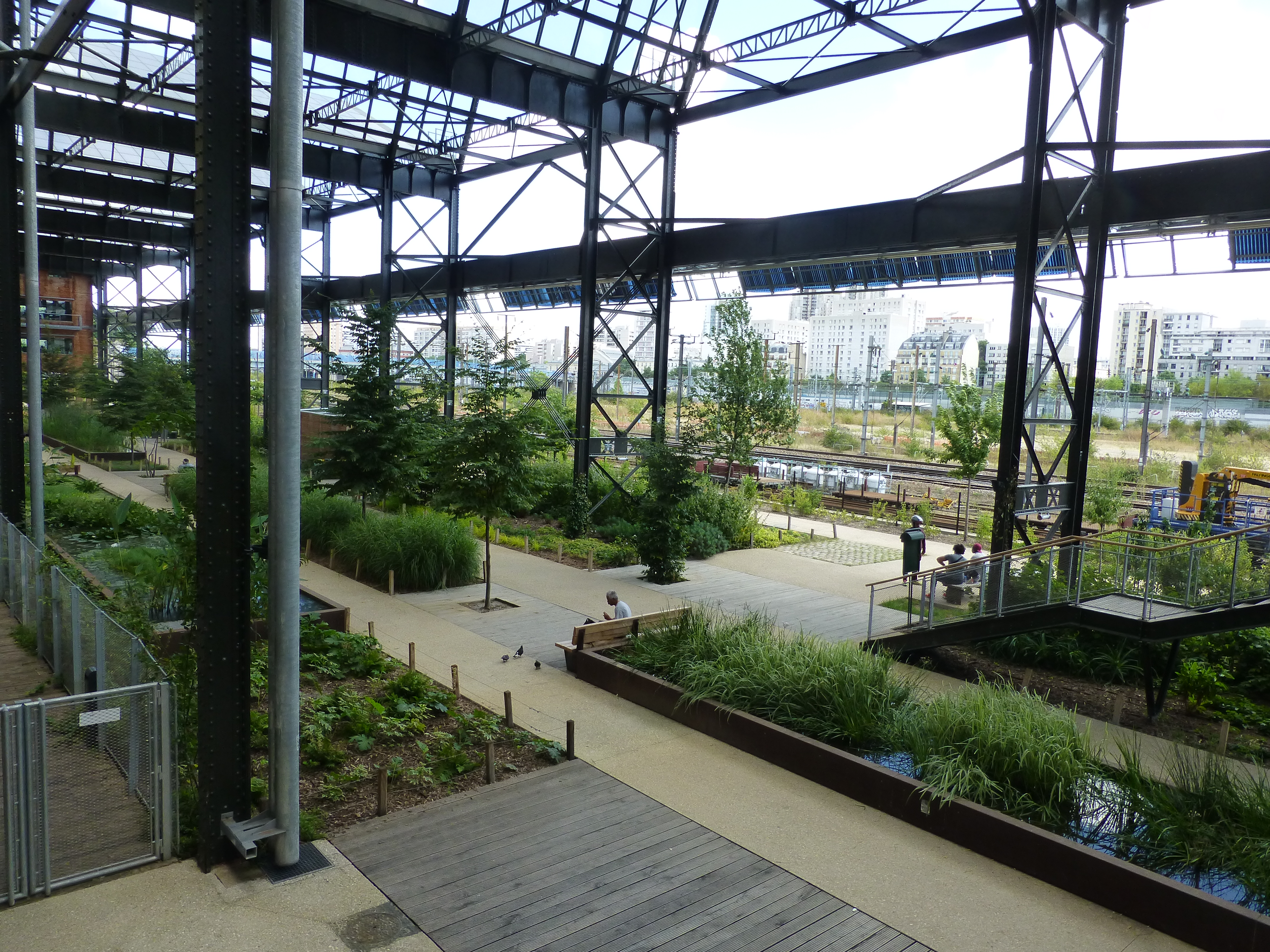
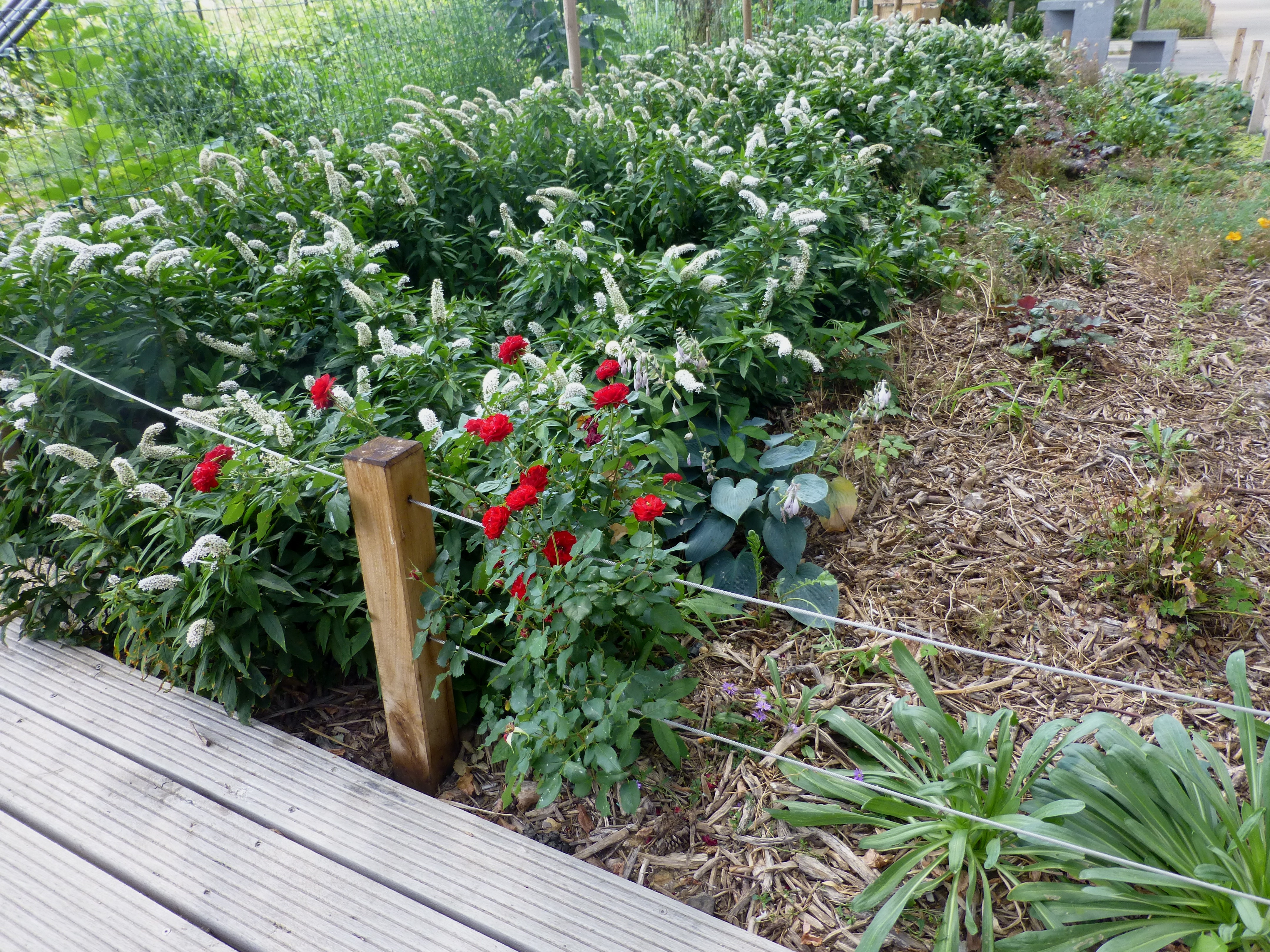